# Trg bana Jelačića
Trg bana Josipa Jelačića (tudi Trg bana Jelačića, Jelačićev trg, Trg Republike in Harmica) je osrednji trg v Zagrebu. 
Osrednje mesto na trgu zavzema kip bana Josipa Jelačića, delo Dominika Fernkorna. Na trgu se nahaja tudi fontana.